# Leo Rubin
Hermes Leonardo Rubin Godoy, más conocido como Leo Rubin (Asunción, 23 de febrero de 1967), es un periodista, productor de cine y político paraguayo, fue candidato a senador nacional por el Frente Guasú en las elecciones generales de 2023. Anteriormente, fue aspirante a vicepresidente de Paraguay (junto con el aspirante presidencial Efraín Alegre) por la Alianza GANAR para las elecciones generales de 2018, quedando segundo ante Mario Abdo Benítez y Hugo Velázquez del Partido Colorado.

## Biografía

### Primeros años
Hijo de Gloria Beatriz Godoy y de Humberto Rubin, Leo Rubin creció en el seno de una familia dedicada al periodismo. Desde temprana edad se vinculó al mundo radiofónico, responsabilizándose de su primer programa de radio a los 17 años. 
Su labor periodística y la dedicación a los medios de comunicación hicieron que se convirtiera en un referente cultural y periodístico paraguayo, con una carrera profesional con más de 25 años frente al programa Made in Paraguay de Radio Ñandutí y por la fundación de FM Rock and Pop.

### Trayectoria artística
A partir del año 2000 participa con su propio ciclo televisivo en El Ventilador, programa dirigido hacia el público más joven. El Tercer Ojo permitió el impulso de su carrera y ayudó en los primeros pasos de algunos de los presentadores más conocidos en el país.
Aparece de vuelta en la escena en el año 2011, después de años de estar acostado en la hamaca, incursionó en la producción cinematográfica con el documental La independencia Inconclusa (2011). Dicho documental le permitió recorrer distintos países de América Latina, robusteciendo su conocimiento sobre los procesos sociales e históricos en la región. En 2015, produjo la película Mangoré por amor al arte, inspirada en la vida del guitarrista paraguayo Agustín Pío Barrios, bajo la dirección y guion del chileno Luis R. Vera. 
En 2012, como productor de eventos musicales ha logrado participación de artistas reconocidos como Paul McCartney en Asunción.
En la radio, tiene una carrera reconocida por ser el locutor durante más de 25 años en un programa llamado Made in Paraguay de Radio Ñandutí. También es fundador de FM Rock and Pop.
Durante el 2019  fue anfitrión y productor  del programa de televisión Red Social Py (o también Red Social Paraguay) en la cadena televisiva Latele.
En 2020 regresa a la radio y teve Ñandutí con su histórico programa "Made In Paraguay" en formato semanal los días sábados en vivo  y transmitiendo en su propio canal de YouTube y Facebook.
En 2021 desarrolla y funda dos medios digitales, un portal de noticias con enfoque en derechos humanos y medio ambiente www.madeinparaguay.net y una radio y productora de podcast www.sinantena.fm. En 2022 es coproductor   de la película Boreal del director Federico Adorno.
En el año 2024 pasa de Radio Ñanduti al canal de noticias líder en Paraguay C9N con un programa independiente con el mismo nombre MADE IN PARAGUAY que se emite los domingos a las 20 horas por televisión al aire y en su canal de youtube.
Es el CEO de Sin Antena un perfil digital que es una generadora de contenidos más canal de streaming en YOUTUBE y Twitch dirigido a jóvenes, enfocado en entretenimiento.

## Candidato a la Vicepresidencia de la República
En 2017, se postula a la Vicepresidencia por el Frente Guasu en el marco de la Alianza GANAR, pero pierde inefablemente.